# Геллебранд, Ярослав
Ярослав Геллебранд (чеш. Jaroslav Hellebrand; род. 30 декабря 1945, Прага) — чехословацкий гребец, выступавший за сборную Чехословакии по академической гребле в 1965—1976 годах. Бронзовый призёр летних Олимпийских игр в Монреале, призёр чемпионатов мира и Европы, победитель первенств национального значения.

## Биография
Ярослав Геллебранд родился 30 декабря 1945 года в Праге.
Впервые заявил о себе в академической гребле на международном уровне в сезоне 1965 года, когда вошёл в состав чехословацкой национальной сборной и побывал на чемпионате Европы в Дуйсбурге, откуда привёз награду бронзового достоинства, выигранную в зачёте парных двоек.
В 1967 году в той же дисциплине выиграл бронзовую медаль на чемпионате Европы в Виши.
Благодаря череде удачных выступлений удостоился права защищать честь страны на летних Олимпийских играх 1968 года в Мехико, где вместе с напарником Петром Кратки занял в двойках итоговое 12-е место.
В 1970 году взял бронзу в одиночках на чемпионате мира в Сент-Катаринсе.
На Олимпийских играх 1972 года в Мюнхене так же стартовал в одиночках, расположился в итоговом протоколе соревнований на 12-й строке.
После мюнхенской Олимпиады Геллебранд остался действующим спортсменом и продолжил принимать участие в крупнейших международных регатах. Так, в 1973 году в парных двойках он занял четвёртое место на чемпионате Европы в Москве.
В 1974 году в парных четвёрках выиграл бронзовую медаль на чемпионате мира в Люцерне.
В 1975 году в той же дисциплине стал серебряным призёром на чемпионате мира в Ноттингеме.
Находясь в числе лидеров чехословацкой гребной команды, благополучно прошёл отбор на Олимпийские игры 1976 года в Монреале — на сей раз в составе четырёхместного экипажа, куда также вошли гребцы Владек Лацина, Зденек Пецка и Вацлав Вохоска, с первого места преодолел предварительный квалификационный этап, а в решающем финальном заезде финишировал третьим позади экипажей из Восточной Германии и Советского Союза — тем самым завоевал бронзовую олимпийскую медаль.